# Axplockerskor
Axplockerskor (franska: Des glaneuses) eller Axplockerskorna (Les glaneuses) är en oljemålning av den franske konstnären Jean-François Millet från 1857. 
Axplockerskor badar i det röda kvällsljuset och målningen får en nästan högtidlig stämning. Millets målningar har ibland uppfattats som sentimentala. På sin tid ansågs de dock vara radikala för sin socialrealism. Att i storformat avbilda jordbruksarbetare var nytt och kontroversiellt i Paris konstetablissemang. Inte sällan ifrågasattes Millet för sina "fula" motiv. I Axplockerskor skildrar Millet även sociala orättvisor inom bondeklassen, där de jordlösa på en stubbåker samlar resterna efter att storbönderna (som syns i målningens bakgrund) skördat sin åker. 
Målningen ställdes ut på Parissalongen 1857 där den mottogs med stor skepsis. Millet lyckades få den såld för 2 000 franc, ett pris långt under det han hade hoppats på. År 1889 köptes den för 300 000 franc av Jeanne-Alexandrine Pommery som året därpå donerade den till franska staten. Den är sedan 1986 utställd på Musée d'Orsay i Paris.
Millet anslöt sig till Barbizonskolan 1849, en konstnärsgrupp som slagit sig ner i en liten by med samma namn vid Fontainebleauskogen utanför Paris. Han målade ofta stämningsfulla landskap i dova färger. Han var själv bondson och skildrade därför med värdighet och tungt allvar lantbefolkningens strävsamma liv. 